# Gare de Cergy-Saint-Christophe
Gare de Cergy-Saint-Christophe vasútállomás és RER állomás Franciaországban, Cergy településen.

## Vasútvonalak
Az állomást az alábbi vasútvonalak érintik:
- Ligne de la bifurcation de Neuville à Cergy-Préfecture

## Kapcsolódó állomások
A vasútállomáshoz az alábbi állomások vannak a legközelebb:
- Gare de Cergy-le-Haut (Gare de Cergy-le-Haut, A RER-vonal)
- Gare de Cergy-Préfecture (Gare de Boissy-Saint-Léger, A RER-vonal)

## Lásd még
- Franciaország vasútállomásainak listája
- A RER állomásainak listája